# غوميرسيندو غوميز
غوميرسيندو غوميز (بالإسبانية: Gumercindo Gómez)‏ (1907 – 1980) لاعب كرة قدم بوليفي راحل كان يجيد اللعب في خط الهجوم .
لعب طوال مسيرته الرياضية في نادي رويال أورورو . شارك مع منتخب بوليفيا في بطولة كأس العالم 1930 في الأوروغواي .

## روابط خارجية
- غوميرسيندو غوميز على موقع الاتحاد الدولي (مؤرشف)  (الإنجليزية)
- غوميرسيندو غوميز على موقع قاعدة بيانات كرة القدم.إي يو (الإنجليزية)
- غوميرسيندو غوميز على موقع ناشيونال فوتبول تيمز (الإنجليزية)
- غوميرسيندو غوميز على موقع عالم كرة القدم.نت (الإنجليزية)